# میکائل لو بیهان
میکائل لو بیهان (انگلیسی: Mickaël Le Bihan؛ زادهٔ ۱۶ مهٔ ۱۹۹۰) بازیکن فوتبال اهل فرانسه است.
از باشگاه‌هایی که در آن بازی کرده‌است می‌توان به باشگاه فوتبال نیس، باشگاه فوتبال اوسر، باشگاه فوتبال لو آور، و باشگاه فوتبال سدان اشاره کرد.